# Tele 1
Tele 1 ist ein konzessionierter Privatfernsehsender in der Schweiz für die Region Zentralschweiz. Bis Januar 2010 hiess der Sender TeleTell. Tele 1 ist Mitglied der Tele Regio Combi.
Seit 2018 wird Tele 1 durch CH Media, ein Joint Venture der NZZ-Mediengruppe und der AZ Medien, geführt. CH Media nahm den Betrieb am 1. Oktober 2018 auf. Juristisch gehört Tele 1 immer noch zur NZZ-Mediengruppe.
Der Sender hatte im 1. Semester 2024 in der Deutschschweiz eine Nettoreichweite von 131'200 Personen (oder 2,4 % des Potenzials von 5'416'000 Personen).
Die Tele 1 AG ist eine Tochtergesellschaft der NZZ Regionalmedien AG und Teil des Unternehmens NZZ. CH Media erbringt Technik-, Produktions-, Vermarktungs- und Management-Leistungen für Tele 1. 

## Geschichte

Ehemaliges Logo von Tele Tell

Am 31. März 1992 wurde die Regio Text AG mit Sitz in Rothenburg gegründet. Bereits am 4. Juni 1992 erfolgte der Sendestart einer Bildschirm-Zeitung sowie eines Teletext-Dienstes unter dem Namen «RegioText», die über die Kabelnetze von Luzern, Zug, Baar und Lindenberg verbreitet wurde. Am 28. Oktober 1994 fusionierte die Bildschirm-Zeitung mit dem Programm von Luzerns erstem lokalen Fernsehsender «LTV». In der Folge wurden Bewegtbild-Magazine wie «Szenenfutter» und «Tell Report» eingeführt, und das Programm wurde nach und nach in verschiedenen Kantonen aufgeschaltet.
Im März 1995 wurde der Firmenname von «RegioText» auf «TeleTell» geändert. Im April 1996 erfolgte eine Erweiterung der Verbreitung auf die Kantone Schwyz, Uri und die Gemeinde Meggen, gefolgt von der Aufschaltung im Kanton Obwalden im Januar 1997. Im Januar 1998 übernahm der Aargauer Verleger Peter Wanner die Mehrheit von TeleTell und gründete mit dem Aargauer Fernsehen Tele M1 die gemeinsame Betriebsgesellschaft TMT Productions AG. Das Programm von TeleTell wurde erheblich ausgebaut, insbesondere mit bewegten Bildern und aktuellen Nachrichten aus der Region. Die Produktion der Sendungen erfolgte zunächst in Rotkreuz.
Im November 1999 zog das Unternehmen nach Luzern an die Maihofstrasse 76, den Sitz der Luzerner Zeitung. Im Januar 2000 wurden in Luzern eigene Redaktionsstrukturen mit Technik, Verkauf und Marketing geschaffen. Drei Jahre später trat Bruno Hollenweger die Nachfolge von Hansruedi Hottiger als Geschäftsführer an, wodurch eine Gebietsausweitung in den Kabelnetzen der gesamten Zentralschweiz einherging. Täglich verfolgten über 120'000 Zuschauer das Programm. Im August 2003 startete die neue Sendung «RegioTalk», ein 20-minütiges Talkmagazin mit Persönlichkeiten aus der Zentralschweiz. Ab Januar 2004 konzentrierte sich der Sender verstärkt auf regionale Nachrichten und führte den Halbstundentakt ein. Fünf Videojournalisten berichteten täglich aus der Zentralschweiz. Im Februar 2004 übertrug TeleTell erstmals die Luzerner Fasnacht in voller Länge, einschließlich Umzug und Monstercorso.
Im September 2004 startete eine neue moderierte Wettersendung mit Peter Wick, gefolgt von der Einführung einer eigenen Sportsendung im Januar 2005. Im Februar 2005 stellte TeleTell erneut einen Zuschauerrekord mit der Fasnachtsberichterstattung auf. Im Januar 2007 erfuhr der Sender ein umfassendes Redesign. Im selben Jahr reichten zahlreiche etablierte und neue TV-Sender ihre Bewerbungen für eine neue Konzession privater Fernsehprogramme ein, darunter auch TeleTell sowie die LZ Medien mit ihrem neuen TV-Projekt «Tele 1». Im Februar 2008 führte TeleTell die Rangliste der Schweizer Regionalsender mit einer Rating-Steigerung von über 366 % an.
Im Oktober 2008 entschied der Bundesrat zugunsten der Tele 1 AG der LZ Medien, wodurch TeleTell seine Konzession verlor. Peter Wanner (AZ Medien) legte daraufhin eine Einsprache beim Bundesverwaltungsgericht ein. Trotz der positiven Rating-Entwicklung von +322 % im Jahr 2008/2009 wurde im März 2009 eine Einigung erzielt: Die AZ Medien verkauften TeleTell an die LZ Medien. Im April 2009 übernahm LZ Medien TeleTell vollständig, inklusive Mitarbeiter und Infrastruktur. Gleichzeitig wurde vom Bundesamt für Kommunikation (BAKOM) die Konzession für zehn Jahre an die Tele 1 AG erteilt. Die Aufbauarbeiten für das neue Zentralschweizer Fernsehen begannen, während TeleTell weiterhin betrieben wurde.
Am 1. Juni 2009 wurde Oliver Kuhn, zuvor bei Ringier tätig, zum Chefredaktor ernannt. Am 1. Februar 2010 um 18:00 Uhr ging das Zentralschweizer Fernsehen Tele 1 erstmals mit einer Nachrichtensendung auf Sendung. Gleichzeitig wurde eines der modernsten Fernsehstudios Europas in Luzern eingeweiht. Tele 1 produzierte über 80 % seiner Sendungen selbst, darunter die Wirtschaftssendung (Perspektiven) und eine Diskussionssendung (Kontrovers). 
Im Mai 2010 erhielt das Programm erste Marktforschungsergebnisse, die sehr positiv ausfielen. Täglich erreichte Tele 1 durchschnittlich 151'000 Zuschauer. Im Jahr 2011 stieg die Zuschauerzahl auf 155'000 Personen. Erstmals wurde die Tagwache der Fasnacht live übertragen, wodurch mit allen Spezialsendungen ein Rating-Wert von rund einer halben Million Zuschauern erreicht wurde, ein neuer Rekord. Ab Februar 2011 war das Zentralschweizer Fernsehen über Live-Stream im Internet verfügbar und testweise auch über DVB-T im Raum Luzern empfangbar. Am 23. Oktober 2011 erfolgte die Live-Übertragung des Wahlsonntags aus verschiedenen Regierungsgebäuden der Zentralschweiz, gefolgt von der Live-Übertragung des Europa-League-Qualifikationsspiels FC Luzern gegen KRC Genk am 30. August 2012.
Am 1. April 2015 verließ Chefredaktor Oliver Kuhn Tele 1, sein Nachfolger wurde Adriano Gerussi. Am 30. August 2017 trat Joachim Freiberg, Geschäftsleiter von Radio Pilatus, die Nachfolge von Bruno Hollenweger als Geschäftsleiter an. Am 1. September 2018 wurden die Redaktionen von Tele 1 und Radio Pilatus in einem Content Pool zusammengeführt. Matthias Oetterli übernahm die Leitung als Verantwortlicher für elektronische Medien in der Zentralschweiz.
Am 1. Oktober 2018 wurde Tele 1 von CH Media, dem Joint Venture von AZ Medien und der NZZ-Mediengruppe, übernommen. Juristisch blieb der Sender jedoch noch bei der NZZ-Mediengruppe. Am 25. März 2020 wurde in Zusammenarbeit mit Radio Pilatus das Newsportal PilatusToday gestartet.

### Namenswechsel
Seit 1. Februar 2010 sendet TeleTell unter dem Namen und in neuer Gestaltung als Tele 1. Neuer Eigentümer des Senders war ab 1. April 2009 die LZ Medien Holding AG, die vom Bundesrat im Herbst 2008 eine Konzession zum Betrieb einer mit Empfangsgebühren teilfinanzierten Lokal-TV-Station bekam. Die LZ Medien Holding AG war auch die Eigentümerin der Luzerner Zeitung und von Radio Pilatus. Haupteigentümer der LZ Medien Holding AG ist die NZZ-Mediengruppe mit 85 % der Anteile. Seit Oktober 2018 wird der Sender durch CH Media, dem Joint Venture der NZZ-Mediengruppe und der AZ Medien, geführt.

## Programm
Die Sendungen von Tele 1 umfassen zunächst die regulären Eigenproduktionen: Nachrichten, Unterwegs, Herzblut, Ratgeber, Report, Geld, Polit+, Kontrovers, Weisch no und Wetter. Daneben gibt es Spezial-Produktionen (Zentralschweizer Fasnacht und Schwingen), Partner-Produktionen (Lifestyle und Tierisch) sowie Werbesendungen und weitere Sendungen.

## On-Air Team
Das aktuelle Moderationsteam besteht zurzeit aus:
- Damian Betschart
- Thomas Erni
- Elena Hirt
- Fabian Kreienbühl
- Sophie Müller
- Ramona Schelbert
- Viviane Speranda
- Sara Wicki
- Carmen Zettel

## Verbreitungswege
Das Distributionsgebiet von Tele 1 umfasst die sechs Zentralschweizer Kantone (Luzern, Zug, Schwyz, Uri, Obwalden und Nidwalden), die Aargauer Bezirke Zofingen, Kulm und Muri und den Zürcher Bezirk Affoltern. Im Distributionsgebiet gibt es 310’100 Haushaltungen mit insgesamt 848’985 Personen. Die technische Reichweite von Tele 1 beträgt 95,46 %. In dem Distributionsgebiet wird Tele 1 über Kabelfernsehen verbreitet. Bis Februar 2013 wurde Tele 1 auch über DVB-T ausgestrahlt.
Der Bundesrat hat im Januar 2013 die bis dahin geltende Verbreitungsbeschränkung für regionale Fernsehprogramme aufgehoben. Daher ist seit 1. März 2013 Tele 1 auch ausserhalb seines Versorgungsgebiets zu empfangen – vorerst im Grundangebot von UPC Schweiz und Swisscom TV. Tele 1 kann auch weltweit übers Internet empfangen werden: live über die Website von Tele 1 mittels Mediaplayer-Streaming (mindestens 100 kB Bandbreite, ADSL oder Hispeed-Anschluss ist erforderlich) und über Zattoo.

## Technik
Das Bild- und Tonmaterial wird unterschiedlich produziert: Normale Nachrichten-Beiträge werden von den Videojournalisten mit der Sony HVR-Z5E gefilmt. Grössere Beiträge und Zweitsendungen werden von Kameraleuten mit der Sony PDW-700 bzw. Studioproduktionen mit der Sony HXC-100 realisiert. Werbeproduktionen hingegen werden mit der Canon EOS 5D gedreht. Geschnitten wird das Material in HDTV auf Grass Valleys Aurora und Edius. Die fertigen Sendungen werden dann bandlos ins Playout übermittelt und von da aus über ein Playlist-File abgespielt. Ergänzt mit Stations-Logo und Teletext, werden die Signale via Glasfaser der Swisscom übergeben.